# 보은공설운동장
보은공설운동장(報恩公設運動場, Boeun Public Stadium)은 대한민국 충청북도 보은군에 있는 스포츠 시설이다. 천연잔디 필드와 몬도트랙이 갖춰진 경기장이며 1991년에 준공되었다. 보은 상무 여자 축구단의 홈 경기장으로 이용되었으나 보은 상무가 문경 상무로 연고지를 이동하였고, 대전 하나 시티즌 FC B의 일부 홈 경기가 개최되고 있으며, 유소년 축구대회인 KY페데레이션컵이 개최되고 있다

## 참고 문헌
- “보은공설운동장”. 보은군청.
- 〈보은공설운동장〉. 《두피디아》. 두산.
- 《전국 공공체육 시설 현황 (2017년말 기준)》. 대한민국 문화체육관광부. 2019.
- 《2019년 전국 공공체육시설 현황 (2018년말 기준)》. 대한민국 문화체육관광부. 2020.
- 《2023 전국 공공체육시설 현황 (2022년 12월말 기준)》. 대한민국 문화체육관광부. 2024.

## 같이 보기
- 보은전천후육상경기장